# Mindre kragparadisfågel
Mindre kragparadisfågel (Lophorina minor) är en fågel i familjen paradisfåglar inom ordningen tättingar.

## Utbredning och systematik
Fågeln förekommer i sydöstra Papua Nya Guinea, i bergstrakter på Papuahalvön, i väst åtminstone till bergskedjan Wharton Range. Tidigare behandlades den som underart till Lophorina superba. 

## Status och hot
Arten har ett stort utbredningsområde, men tros minska i antal, dock inte tillräckligt kraftigt för att den ska betraktas som hotad. Internationella naturvårdsunionen IUCN listar arten som livskraftig (LC).